# Walter Knofel
Walter Knofel  (* 17. August 1952; † 10. Januar 2018) war ein österreichischer Regisseur.
Walter Knofel ist verantwortlich  für eine Reihe von Reportagen, die er seit den frühen 1980er Jahren für das ORF gedreht hat. Darunter ein Porträt der Sängerin Laurie Anderson zur LP Trust a Woman, eine Dokumentation über Kurt Ostbahn mit dem Titel Saft & Kraft und eine Studie über Videokunst. Verschiedene Musikvideos entstanden zudem für die Jugendsendung X-Large.
Knofel führte Regie bei mehreren Videoclips der Band Die Toten Hosen. Knofel gilt als enger Freund  der Musikgruppe Pur. Unter seiner Regie entstanden zahlreiche Konzertmitschnitte und zwei Chroniken der Band, die als DVD auf den Markt kamen. Walter Knofel starb am 10. Januar 2018.

## Musikvideos (Auswahl)
- 1988 Hier kommt Alex, Die Toten Hosen
- 1989 1000 gute Gründe, Die Toten Hosen
- 1990 All die ganzen Jahre, Die Toten Hosen
- 1991 Baby Baby, Die Toten Hosen
- 1995 Lazy, Long Hot Summers Day, Hans Theessink

## Filme
- 1994: Live – Seiltänzertraum-Tour, Pur
- 1997: PUR – Chronik einer Band, Pur (zwei Teile)
- 1999: Mächtig viel Theater, Pur
- 2000: Mittendrin – und ganz viel Drumherum, Pur